# Anepsion hammeni
Anepsion hammeni är en spindelart som beskrevs av Pater Chrysanthus 1969. Anepsion hammeni ingår i släktet Anepsion och familjen hjulspindlar. Inga underarter finns listade i Catalogue of Life.